# Малёновка
Малёновка (Мале́новка) — деревня Сосновского сельсовета Бековского района Пензенской области.

## География
Деревня расположена в юго-западной части Бековского района, между линией Тамбов — Ртищево Юго-Восточной железной дороги и правым берегом реки Миткирей. Расстояние до административного центра сельсовета села Сосновка — 1 км, расстояние до районного центра пгт Беково — 16 км.

## История
По исследованиям историка-краеведа Полубоярова М. С., Маленовка образована в первой четверти XVIII века Московским Благовещенским собором, одним из первопоселенцев являлся Сидор Маленин. В 1747 году — деревня Маленовка Завального стана Пензенского уезда, 55 ревизских душ. На карте Генерального межевания 1790 года показана как деревня Маленовка Сердобского уезда Саратовской губернии. В 1795 году — деревня Маленовка экономических крестьян, 89 дворов, 359 ревизских душ. В 1859 году — казённая деревня Молёновка (Маляновка,указано нечётко) при речке Большом Миткирее, 47 дворов, число жителей всего — 356 душ, из них 187 — мужского пола, 169 — женского. В 1911 году описана как деревня Маленовка Сосновской волости Сердобского уезда Саратовской губернии, 134 двора, численность населения всего — 785 приписных душ, из них мужского пола — 395, женского — 390; площадь посевов у крестьян на надельной земле — 411 десятин; имелось 5 железных плугов, 1 молотилка. В 1923 году деревня вошла в укрупнённую Бековскую (Беково-Нарышкинскую) волость Сердобского уезда Саратовской губернии, до 17 марта 1924 года — центр Маленовского сельсовета, затем — во Власовском сельсовете Бековской (Беково-Нарышкинской) волости. В 1928 году Власовский сельсовет вошёл во вновь созданный Бековский район Балашовского округа Нижне-Волжского края (с 30 июля 1930 года Балашовский округ упразднён, район вошёл в Нижне-Волжский край). В феврале 1939 года деревня Маленовка Власовского сельсовета в составе Бековского района вошла во вновь образованную Пензенскую область. В 1955 году Маленовка — в составе Сосновского сельсовета Бековского района Пензенской области, располагалась бригада колхоза «Победы», в 1970—1980 годах — отделение совхоза «Сосновский».

## Население
На 1 января 2004 года — 77 хозяйств, 171 житель; в 2007 году — 157 жителей. На 1 января 2011 года численность населения деревни составила 138 человек.
| Численность населения по годам, чел. | Численность населения по годам, чел. | Численность населения по годам, чел. | Численность населения по годам, чел. | Численность населения по годам, чел. | Численность населения по годам, чел. | Численность населения по годам, чел. |
| 1747                                 | 1811                                 | 1859                                 | 1911                                 | 1926                                 | 1939                                 | 1959                                 |
| ------------------------------------ | ------------------------------------ | ------------------------------------ | ------------------------------------ | ------------------------------------ | ------------------------------------ | ------------------------------------ |
| 110                                  | ↗450                                 | ↘356                                 | ↗785                                 | ↗860                                 | ↘543                                 | ↘521                                 |
| 1979                                 | 1989                                 | 1996                                 | 2004                                 | 2007                                 | 2010                                 |                                      |
| ↘307                                 | ↘230                                 | ↘212                                 | ↘171                                 | ↘157                                 | ↘138                                 |                                      |

## Инфраструктура
В деревне имеется централизованное водоснабжение, сетевой газ.
Через Маленовку проходит трасса регионального значения Беково — Сосновка — Варварино.
В деревне расположены остановочные пункты 634 км и 636 км Юго-Восточной железной дороги, на котором останавливаются пригородные поезда. Поезда дальнего следования останавливаются на ближайшей железнодорожной станции Вертуновская, расстояние до которой 2 км.

## Улицы
- Центральная.